# Hadeland

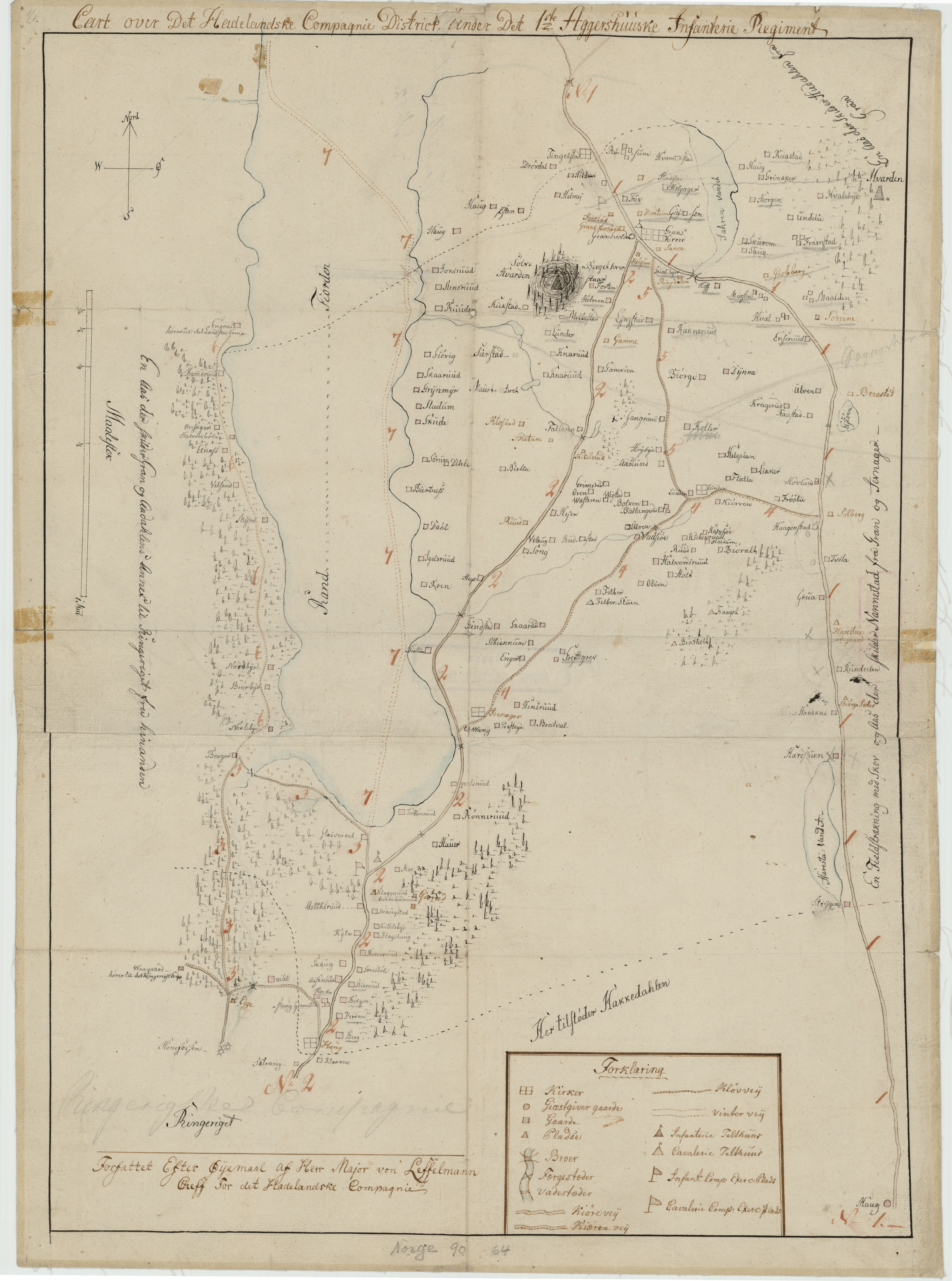
Historische Karte der Landschaft Hadeland am Südende des Randsfjordsees.

Hadeland (lokale Aussprache [ˈhɑːlæn]) ist eine der traditionellen Landschaften (Distrikter) Norwegens. Die sanft hügelige, großflächig bewaldete und fruchtbare Landschaft, unweit nördlich der Hauptstadt Oslo, liegt am südlichen Ende des Randsfjordsees und verteilt sich auf die norwegischen Provinzen (Fylker) Innlandet und Akershus. Sie gliedert sich in drei Kommunen: Gran, Lunner und Jevnaker mit etwa 14.000, 9000 und 7000 Einwohnern.
Verkehrstechnisch erschlossen wird Hadeland durch die in Nord-Süd-Richtung verlaufende Nationalstraße 4 (Riksvei 4), über die es an die rund 50 km weiter südlich liegende Hauptstadt angebunden ist, und die quer dazu von Ost nach West führende Europastraße 16 (Europavei 16). Hierüber ist der etwa 40 km östlich liegende Flughafen Oslo-Gardermoen aus gut zu erreichen. Außerdem gibt es die Jevnakerbanen, eine mitten durch Hadeland verlaufende Eisenbahnlinie, die Hønefoss im Westen mit Roa im Osten verbindet. In früheren Zeiten stellte auch der Randsfjordsee eine wichtige Verkehrsverbindung dar. Hier gab es zahlreiche Schiffslinien zusammen mit Busbahnhöfen rund um den See. Im Winter konnte der dann zumeist zugefrorene See auch mit Pferden und Schlitten überquert werden.

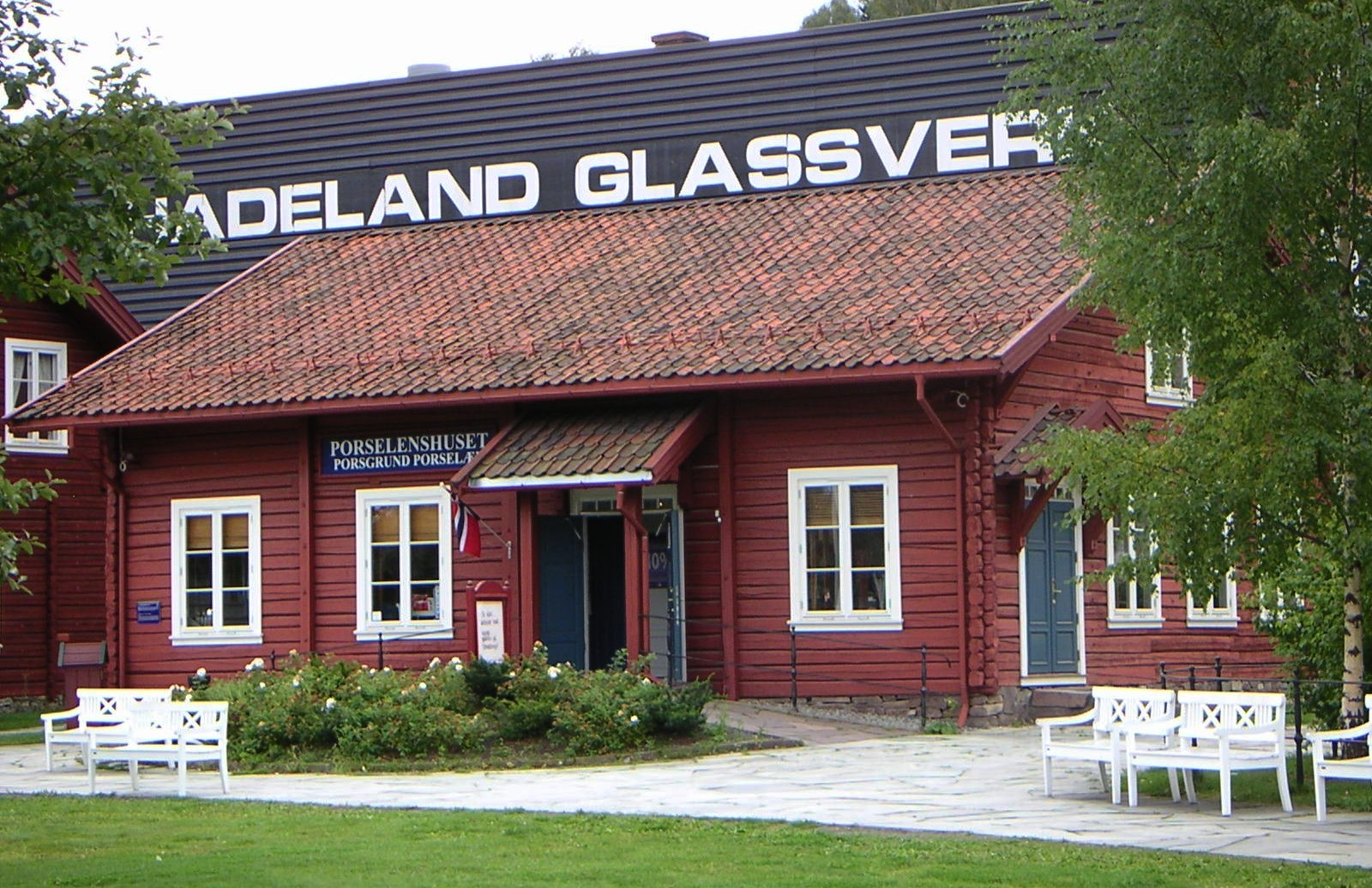
Die Glashütte Hadeland Glassverk wurde 1762 gegründet.

Zu den Sehenswürdigkeiten hier zählen das Hadeland Folkemuseum, ein Freilichtmuseum in Tingelstad, und bei Jevnaker die Kistefos Træsliberi, eine ehemalige Holzmühle am Fluss Randselva, die heute ein Industriemuseum, das Kistefos-Museum, beherbergt, und auch Räumlichkeiten für Kunstausstellungen bietet. Dazu gehört ein weitläufiger Skulpturengarten, der Kistefos-Museets skulpturpark. Das moderne Museumsgebäude The Twist dient zugleich als Brücke über die Randselva. Unweit befindet sich der Kistefoss, ein 15 m hoher Wasserfall, der zur Stromerzeugung genutzt wird.
Vermutlich am bekanntesten ist das Hadeland Glassverk, eine 1762 gegründete Glashütte in Jevnaker. Sie ist Norwegens älteste durchgängig betriebene Fabrikationsstätte und heute eine ganzjährig geöffnete Touristenattraktion. Im angeschlossenen Glasmuseum wird die Geschichte, Kunst und Kultur der alten Handwerkstradition des Glasblasens illustriert. Hier gibt es ferner die Hadeland Lys & Tinnstøperi, eine Zinngießerei und Kerzenzieherei.